# Mönch-Fanzhou-Pagode
Die Mönch-Fanzhou-Pagode (chinesisch 泛舟禅师塔, Pinyin Fànzhōu Chánshī tǎ, englisch Monk Fanzhou’s Pagoda) in Yuncheng (运城市) in der chinesischen Provinz Shanxi ist eine im Pavillon-Stil errichtete Pagode aus der Zeit der Tang-Dynastie. Sie befindet sich im Nordwesten Yunchengs im Dorf Sibeiqu (寺北曲村). Der Baoguo-Tempel (报国寺), zu dem sie gehörte, ist seit langem zerstört. Es handelt sich um eine eingeschossige Ziegelpagode, ihre Gesamthöhe beträgt zehn Meter, ihr Durchmesser am Boden 5,75 m.
Die Pagode war das Grab des Meisters Fanzhou, eines bedeutenden buddhistischen Mönchs aus der Zeit der Tang-Dynastie. Nach einer Inschrift auf der Pagode wurde sie von einem Armeekommandanten der Tang-Dynastie nach seinem Tod erbaut. Der Bau der Pagode wurde im 9. Jahr der Zhenyuan-Ära (793) begonnen, die Inschrift stammt aus dem 2. Jahr der Changqing-Ära der Tang-Dynastie (822).
Die Mönch-Fanzhou-Pagode steht seit 2001 auf der Liste der Denkmäler der Volksrepublik China (5-250).